# Најтингејл (корона)
Најтингејл корона је већа корона на површини планете Венере. Налази се на координатама 63,6° јужно и 129,5° западно (планетоцентрични координатни систем +Е 0-360). Са пречником од 471 км међу већим је коронама на овој планети. Налази се на континенту Иштар тера.
Корона је име добила по енглеској медицинској сестри Флоренс Најтингејл (1820—1910), а име короне утврдила је Међународна астрономска унија 1985. године.